# Установка каталітичного крекінгу в Онсані
Установка каталітичного крекінгу в Онсані — складова частина нафтопереробного заводу південнокорейської компанії S-Oil, розташованого на східному узбережжі Корейського півострова.
Установки каталітичного крекінгу у псевдозрідженому шарі широко використовуються в нафтохімії для продукування ароматичних вуглеводнів, проте олефіни тривалий час були для них лише побічним продуктом. Зате введена в експлуатацію у першій половині 2018-го установка компанії S-Oil вирізняється своєю спрямованістю на продукування ненасичених вуглеводнів, як то:
- пропілену для полімеризації у поліпропілен в обсягах 405 тисяч тонн на рік та забезпечення заводу оксиду пропілену потужністю 300 тисяч тонн;
- ізобутилену, реакцією якого з метанолом отримуватимуть 370 тисяч тонн метилтретинного бутилового етеру (MTBE, високооктанова присадка до пального);
- бутиленів, котрі шляхом реакції з насиченим вуглеводнем ізобутаном (так само продукованим установкою) перетворюватимуть на 700 тисяч тонн алкіляту (ще один високооктановий компонент пального);
- етилену в об'ємі 200 тисяч тонн (призначається для продажу стороннім споживачам).
Втім, найбільшим за обсягом продуктом буде все-таки саме пальне (21 тисяч барелів на добу).
Як сировину установка перероблятиме важкі залишки інших виробництв НПЗ в об'ємі 76 тисяч барелів на добу. З цим пов'язана назва проекту RUC — residue upgrading complex.